# Efter brylluppet
Efter brylluppet (br Depois do Casamento) é um filme dano-sueco de 2007, do gênero drama, dirigido por Susanne Bier e indicado para o Oscar de melhor filme estrangeiro, perdendo para o alemão A Vida dos Outros.

## Sinopse
O filme conta a história de Jacob Petersen (Mads Mikkelsen) que esforça-se para conseguir manter um orfanato numa das regiões mais pobres da Índia.

## Principais prêmios e indicações
- Óscar
  - Melhor Filme Estrangeiro (indicado)
- European Film Awards
  - Melhor Ator (Mikkelsen, indicado)
  - Melhor Diretor (Bier, indicado)
- Festroia
  - Jurí Especial (Bier, vencedor)
  - Melhor Ator (Lassgård, vencedor)